# كوداي إيدا
كوداي إيدا (باليابانية: 飯田昂大) هو لاعب كرة قدم ياباني في مركز الوسط، ولد في 6 ديسمبر 1994 في إيشيكاوا في اليابان. لعب مع اوكلاهوما سيتي أنرجي ونادي هاليفاكس واندرورز.

## وصلات خارجية
- كوداي إيدا على موقع قاعدة بيانات كرة القدم.إي يو (الإنجليزية)
- كوداي إيدا على موقع Soccerway.com (الإنجليزية)